# Чешские хорваты

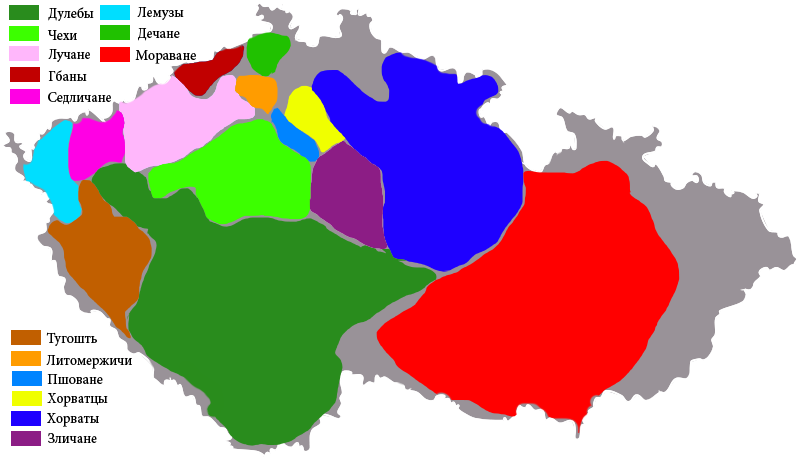
Местоположение средневековых чешских племён в границах современного государства Чехия (по В. В. Седову). Хорваты указаны синим цветом, хорватцы — жёлтым.

Чешские хорваты — группа раннесредневековых хорватов, локализуемых в Центральной Европе, по соседству с чехами, моравами и лужицкими сербами. Предположительно, именно они упоминаются в сделанных Альфредом Великим дополнениях к «Хорографии» Павла Орозия, в Житии святого Вацлава, в «Книге Иосиппон» и в сочинениях арабских географов. Более подробно локализацию данного племени описывает грамота 1086 года, приведенная в  «Чешской хронике» Козьмы Пражского, в которой указаны границы Пражской епархии в 973 году. В числе племен, проживающих на границе епархии, перечисляются: Пшоване, Хорваты и другие Хорваты, Зласане… (лат. Psouane, Crouati et altera Chrouati, Zlasane…). Однако и этот источник допускает различные толкования.
Академик В. В. Седов, описывая славянские племена в Чехии, полагал что к востоку от племени чехов (в узком смысле этого термина) жили зличане, а за ними, вверх по течению Эльбы и далее на восток до Моравии, обитали хорваты. Кроме того, на соответствующей карте он располагает между ареалами хорватов и пшован небольшое племя «хорватцев».
А. В. Майоров также считает, что территория расселения чешских хорватов находилась на Верхней Эльбе, на северо-востоке от чехов. Однако он оспаривает мнение В. В. Седова, что чешские хорваты являлись частью антского племенного образования, поскольку область их расселения соответствует области распространения курганных могильников, характерных для племен пражско-корчакской культуры, в то время как антов обычно ассоциируют с носителями пеньковской культуры.
По мнению Д. Е. Алимова, если исходить только из содержания грамоты 1086 года, вполне допустима локализация упомянутых в ней хорватов в пределах Чешской котловины, к северо-востоку от пшован. Однако как минимум «других хорватов» можно поместить и к востоку от племени зласан, то есть по другую сторону Судет (как предполагал еще Любор Нидерле), в Малой Польше или Верхней Силезии. Также высказывалось предположение, что правильным прочтением текста грамоты 1086 года мог быть следующий вариант: «Пшоване, хорваты и другие хорваты: зласане, требоване, побаране, дедошицы…», то есть несколько племен объединяются под общим названием «другие хорваты». Д. Е. Алымов отвергает оба эти варианта, поскольку они требуют признать наличие широкой хорватской этнической общности, что прямо противоречит имеющимся источникам. При этом он также разделяет мнение Генрика Ловмянского, что существование хорватского княжества на территории Чешской котловины не находит достаточного подтверждения в источниках и противоречит данным топонимики. Таким образом, по мнению Д. Е. Алимова, речь может идти о сравнительно небольших общностях, проживающих в горных долинах в районе Судетских гор. При этом одна часть хорватов обитала к северу от хребта Крконоши (возможно, в районе Еленягурской котловины), а «другие хорваты» — к северу от Орлицких гор (в Клодзкой котловине) или, менее вероятно, в Чешской Силезии.